# Земун (футбольный клуб)
«Земун» (серб. ФК Земун) — сербский футбольный клуб из одноименного района на северо-западе Белграда в одноименном округе. Клуб основан в 1946 году, гостей принимает на городском стадионе «Земуна», вмещающей 10 000 зрителей. Лучшим результатом в чемпионатах является 10-е место в последнем чемпионате Югославии в сезоне 1991/92.

## Прежние названия
- 1946—1969 — «Единство» (серб. Јединство)
- 1969—1985 — «Галеника Земун» (серб. Галеника Земун)
- 1985—н. в. — «Земун» (серб. Земун Београд)

## Достижения
- Кубок Сербии
  - Финалист: 2007/08
- Вторая лига Югославии
  - Победитель (2): 1981/82, 1989/90

## Ультрас
Ультрас футбольного клуба «Земун» имеют братские отношения с ультрас «Крылья Советов».